# Selectiviteit (overstroombeveiliging)
Selectiviteit is de coördinatie van overstroombeveiligingen in een elektrische installatie, zodat een fout in het netwerk wordt geëlimineerd door de eerste stroomopwaartse beveiliging. Het doel van selectiviteit van beveiligingen is om de impact van een fout op het netwerk te beperken. Fouten in een installatie zijn bijvoorbeeld overbelasting en kortsluiting.
Er zijn vier manieren waarop selectiviteit wordt gerealiseerd:
- Stroom selectiviteit: verschillende onderbrekingscapaciteiten
- Tijd selectiviteit: tijdsvertraging alvorens afschakeling
- Energie-gebaseerde selectiviteit: analyse van de stroomgolven
- Zone selectieve interlocking: communicatie tussen de automaten, waarbij een tijdsvertraging-instructie wordt doorgestuurd